# Épreuves ou les Malheurs d'un savetier
Pour plus de détails, voir Fiche technique et Distribution.
Épreuves ou les Malheurs d'un savetier est un film muet français de court métrage réalisé par Georges Méliès, sorti en 1908.

## Fiche technique
- Titre original : Épreuves ou les Malheurs d'un savetier
- Titre anglophone (États-Unis) : Tribulations; or, The Misfortunes of a Cobbler
- Réalisateur : Georges Méliès
- Scénario : Georges Méliès
- Production : Georges Méliès
- Société de production : Star Film
- Sociétés de distribution : Star Film (France), Chicago Film Exchange (États-Unis)
- Pays d'origine :  France
- Langue : film muet avec intertitres en français
- Format : Noir et blanc — 35 mm — 1,37:1 — muet
- Genre : Comédie
- Métrage : 170 mètres
- Durée : 5 minutes 20
- Dates de sortie : 
  - France : 1908

## Distribution
- Fernande Albany
- Manuel
- Georges Méliès